# 陳厚
陳厚（Chen Hou，1929年 - 1970年），原名陳尚厚，出生於上海，為香港著名電影演員。

## 生平
上海聖芳濟學校畢業後，於1950年移居香港，剛開始曾在洋行任職。
1953年，加入新華影業公司，拍了第一部電影《秋瑾》。
1957年，加入電懋，也在此時使其歌舞喜劇的才華大放異彩。
1960年，也替邵氏拍攝電影，此時期也在文藝片中展現演技。同年3月，和丁寧遠赴馬來亞拍攝《南島相思》。
1968年，赴日拍攝《女校春色》時突然感到腸胃不適，於是便返回香港就醫，經檢查結果為胃穿孔，隨即住院接受手術治療。
半年後，又赴新加坡拍攝《南海情歌》，因過度勞累使得再度病倒。經就醫檢查後，發現是原先的腸胃宿疾已轉為腸癌。
自身染重病後，便不曾再參與演出，也不曾出現在公開場合。
1970年，病逝於紐約癌症紀念中心，得年40歲。

## 婚姻
曾有過兩段婚姻，與第一任妻子吳照如育有一子。
1962年，與第二任妻子樂蒂結婚，兩人育有一女，但在1967年離婚。